# Міжнародна програма з оцінки компетенцій дорослих
Міжнародна програма з оцінки компетенцій дорослих (англ. The Programme for the International Assessment of Adult Competencies, PIAAC) – періодичне моніторингове дослідження професійних навичок і компетенцій дорослого населення працездатного віку в країнах світу. 

## Провідна організація
Програма міжнародного оцінювання компетенцій дорослих розроблена та здійснюється Організацією економічного співробітництва і розвитку - ОЕСР (Organisation for Economic Cooperation and Development) в консорціумі з провідними міжнародними науковими організаціями. 

## Об’єкт дослідження
Об’єктом дослідження було доросле населенні працездатного віку країн-членів ОЕСР. 
В дослідженні брало участь більше 157 тис. осіб з 24 країн-членів та країн-партнерів ОЕСР.
В рамках програми здійснювалася оцінка компетенцій дорослого населення у віці від 16 до 65 років в трьох галузях: 
- грамотність (навички читання і розуміння прочитаного) (Literacy),
- вміння рахувати (грамотність в діяльності з числовою інформацію) (Numeracy).
- вміння з рішення задач в технологічно насиченому середовищі [1]

## Термін дослідження
Ведеться регулярно, раз в декілька років, починаючи з 2008 року. 

## Актуальність програми
Дозволяє урядам здійснювати оцінку, моніторинг і аналіз рівня професійних навичок та їх розподіл серед дорослого населення, відслідковувати розвиток ключових аспектів людського капіталу в своїх країнах, а також розуміти, яким чином національні системи освіти можуть сприяти підвищенню професійних навичок і компетенцій населення. 
Дослідження за цією програмою передбачаються вимір компетенцій, що забезпечують особистісне зростання і суспільний прогрес, і оцінку впливу особистісних компетенцій на соціально-економічний добробут індивіда і суспільства в цілому. 
До числа пріоритетних напрямків програми належать питання поліпшення позицій випускників навчальних закладів на ринку праці та зниження молодіжного безробіття шляхом:
- подолання розриву між компетенціями, отриманими в системі освіти, і вимогами роботодавців;
- вдосконалення політики в області безперервної освіти з урахуванням проблеми старіння населення, що загострюється;
- поліпшення перспектив виходу на ринок праці соціально вразливих груп: осіб з обмеженими можливостями здоров'я; осіб, не зайнятих протягом тривалого періоду часу; батьків-одинаків; представників етнічних меншин.

Міжнародні зіставлення служать для обґрунтування потреб у навчанні дорослого населення з урахуванням тенденцій зайнятості в конкретних секторах економіки і за окремими професіями.
Програма спирається на концепцію грамотності, яка застосовується в дослідженні Міжнародної програми з оцінювання освітніх досягнень учнів PISA. 

## Публікації результатів
Звіти про дослідження та рекомендації країнам з актуалізації національних стратегій в сфері освітньої політики, розвитку затребуваних спеціальностей, формуванню необхідних професійних навичок, а також інші результати проекту публікуються в періодичному обзорі ОЕСР «Огляд розвитку навичок» (OECD Skills Outlook). 
Результати першого циклу дослідження, що проводилося з 2008 по 2013 рік, було опубліковано в 2013 році. 

## Деякі результати дослідження
На першому місці за показником «грамотність» була Японія – 296,2 бали; на другому – Фінляндія з 287,5 балами; на третьому – Нідерланди з 284 балами. 
За показником «вміння рахувати»: Японія з 288,2 балами; – Фінляндія з  282,2 балами; Бельгія з 280,4 балами. 
За показником «вміння з рішення задач в технологічно насиченому середовищі»: Японія  – 255,2 бали; Словаччина – 238; Республіка Корея та Польща з 236,5 балів.